# Hergé Museum

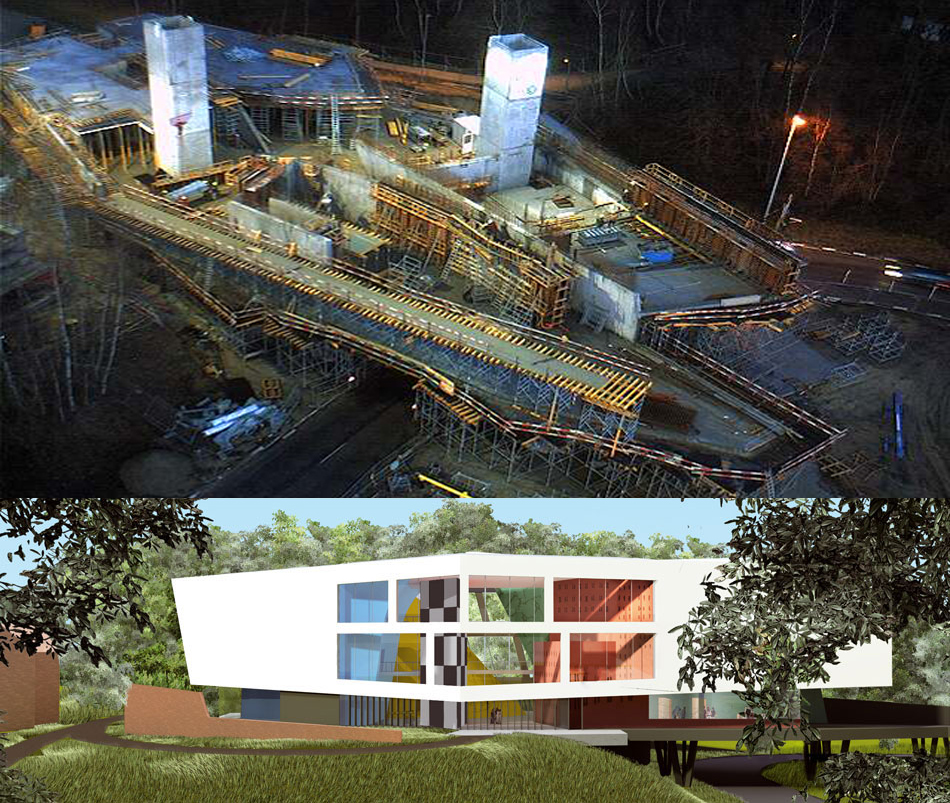
Aanbouw en ontwerp van het museum

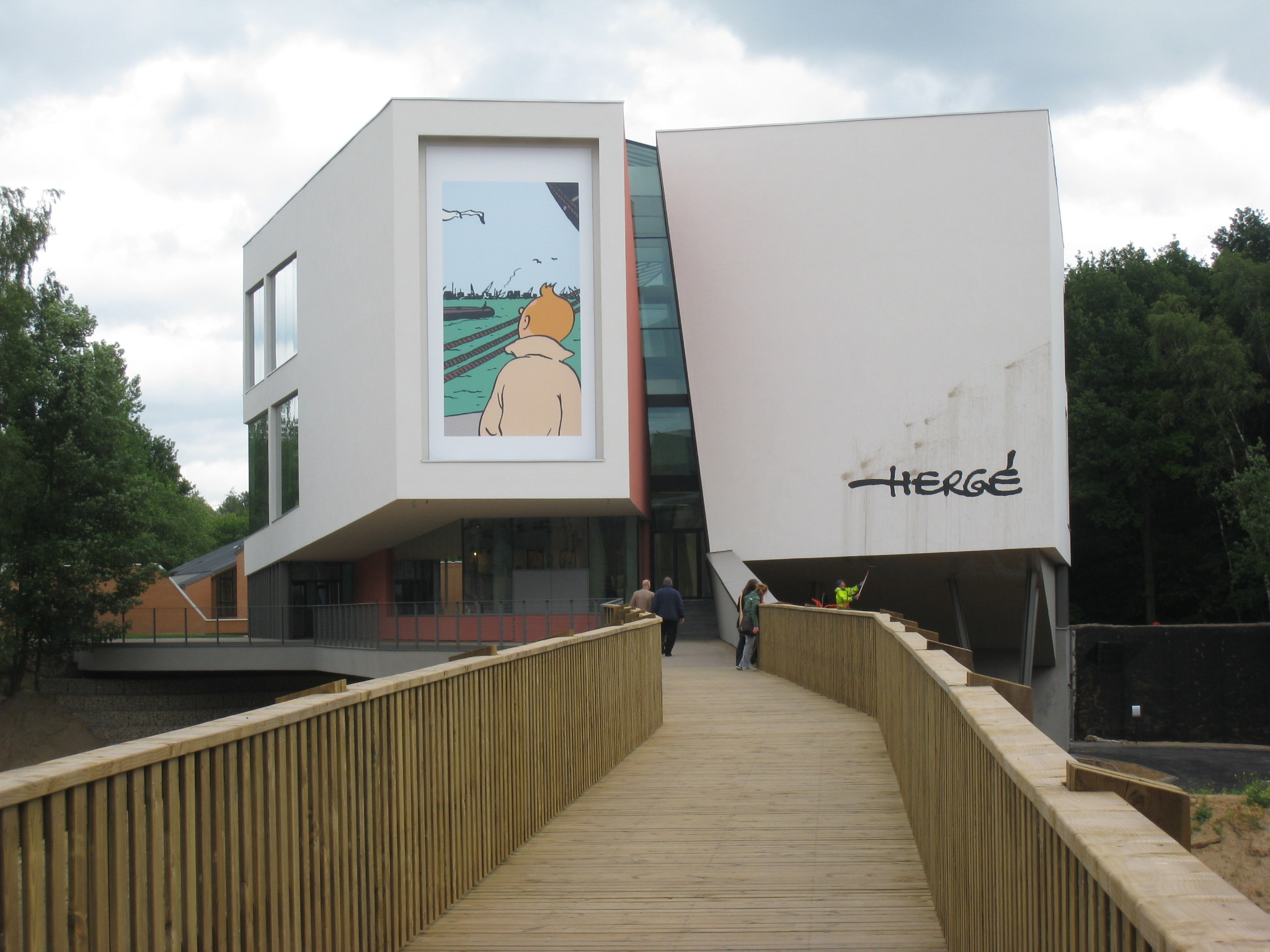
Ingang van het Hergé Museum in 2009

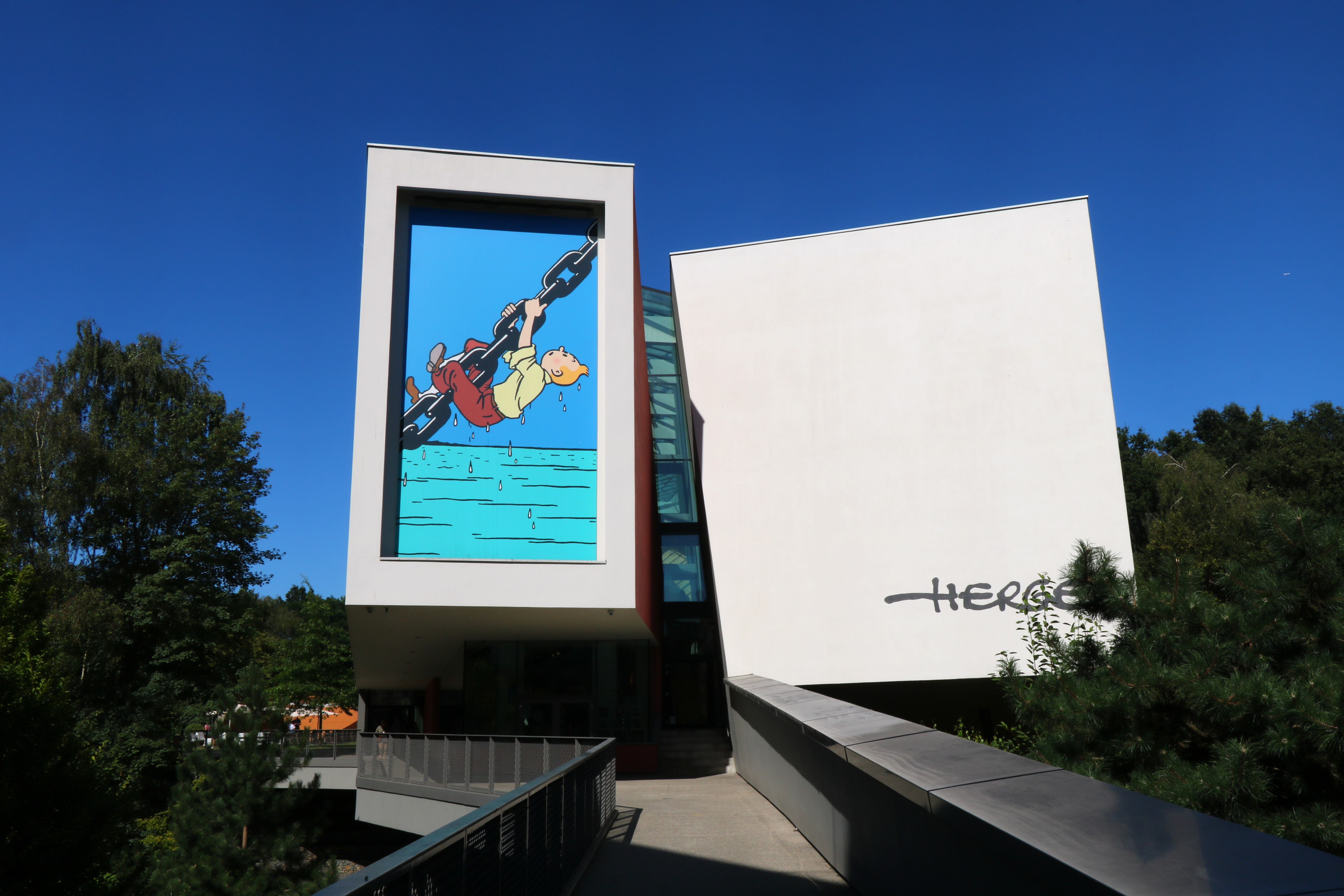
Ingang van het Hergé Museum in augustus 2024

Het Hergé Museum is een museum in Louvain-la-Neuve (Waals-Brabant), België, rond de stripauteur Georges Remi, alias Hergé. De nadruk ligt op zijn belangrijkste creatie, stripfiguur Kuifje.

## Ontstaansgeschiedenis en concept
Aan dit museum rond Hergé en zijn stripfiguur Kuifje gaat een roerige ontstaansgeschiedenis vooraf. De opzet was een centrum rond Hergé te scheppen aan het Fontainasplein of het station Luxemburg te Brussel. Hergés weduwe, Fanny Vlamynck en de Brusselse overheden geraakten het niet eens. In 2001 werd als definitieve vestiging Louvain-la-Neuve gekozen, een deelgemeente van Ottignies-Louvain-la-Neuve in de Belgische provincie Waals-Brabant, zo'n twintig kilometer ten zuidoosten van Brussel.
Het trio Philippe Goddin, Thierry Groensteen en Joost Swarte werkte aan het museum. Goddin is een Hergé-biograaf; Groensteen is de gewezen directeur van de Cité internationale de la bande dessinée et de l'image te Angoulême en Joost Swarte is een Nederlands scenograaf en stripauteur. Samen tekenden zij het museumconcept uit. Vlamynck stond erop dat de tekenaar en mens Hergé in het brandpunt kwamen te staan. Architect Christian de Portzamparc en landschapsarchitect Jacques Wirtz vertaalden dit bouwkundig en landschappelijk in de vorm van een grote bootachtige huls met daarin vier volumes en acht zalen verbonden door loopbruggetjes. Het prismavormige witte gebouw steunend op ranke kolommen lijkt te zweven. Het atrium straalt veel licht en ruimtelijkheid uit. Door de avontuurlijke verbinding met loopbruggen tussen de onderbelichte afzonderlijke ruimtes komen je ogen als bezoeker even tot rust en kan je genieten van het heldere zicht op het omringende groene landschap.
De verschillende zalen hebben als thema's:
- Zaal 1 – De levensloop, waarbij in vogelvlucht Hergés leven wordt geëvoceerd aan de hand van een serie uitgezochte tekeningen
- Zaal 2 – Allerhande creaties, bevat reclametekeningen van Hergé
- Zaal 3 – Een papieren familie, met in vitrines gepresenteerde figuren rond de figuur van Kuifje zoals Bobbie, kapitein Haddock, professor Zonnebloem en het detectiveduo Jansen en Janssen
- Zaal 4 - Cinema! met de invloed van de film op het werk van Hergé
- Zaal 5 - Het laboratorium met aandacht voor relatie tussen Kuifje en de wetenschap
- Zaal 6 – Dromen van reizen waar getoond wordt hoe grondig Hergé zijn exotische avonturen documenteerde via verslagen van ontdekkingsreizigers
- Zaal 7 – De Studio’s Hergé met informatie over de leerlingen en medewerkers van Hergé
- Zaal 8 – Hergés roem met citaten over en hommages aan Kuifjes bedenker

In mei 2007 legde Fanny Vlamynck de eerste steen voor een museum, gewijd aan het oeuvre van haar man. Het museum opende zijn deuren op 25 mei 2009. Het geheel, ter waarde, van 18 miljoen euro werd door Hergé's weduwe gefinancierd. Het museum beslaat een oppervlakte van 5.000 tot 6.000 m² en ligt vlak bij de Jardin de la Source op een terrein van de UCL aangeboden door de burgemeester van Louvain-la-Neuve. Het is via een houten loopbrug verbonden met de straten van Louvain-la-Neuve.
Het logo en embleem van het Hergé Museum bestaat uit een verwrongen rechthoek (het gebouw) met daarop een gekantelde “H” (van Hergé) en daarboven op het hoofd van Kuifje. Vlamynck, naast Hergé's weduwe de vroegere inkleurster in de studio Hergé koos de zachte kleurtinten voor de wanden van het interieur.

## Collectie en exploitatie
Het museum toont permanent een driehonderdtal originele voorwerpen van de hand van Hergé en vele foto's. Deze wisselen om bewaartechnische redenen om de drie maanden. Daarvoor wordt geput uit een reserve van 800 originele schetsen en tekeningen. De opstelling oogt af en toe didactisch wanneer men toont hoe Hergé's tekeningen tot stand komen en evolueerden. Er wordt ook getoond hoe Hergé de eerste was die van merchandising gebruik maakte. Hij bracht van zijn stripfiguren ruimtelijke replica's op de markt. Twee belangrijke periodes uit Hergé's leven blijven evenwel onbelicht: de oorlogsjaren (WOII) met zijn engagement bij de krant Le Soir en de scheiding van zijn eerste vrouw Germaine Kieckens.
 De bezoeker krijgt voor zijn ticket ook een uitvoerig gedocumenteerde audio- en videogids mee. Aan het museum is een restaurant verbonden waarvan de menukaart oogt als een stripboek van de hand van Hergé.
De nv Moulinsart, beheerd door directeur Nick Rodwell, de echtgenoot van Hergé's weduwe en tweede vrouw, exploiteert de beeldrechten van Kuifje. Het museum wordt gerund door de stichting La Croix de l'Aigle en rekent op 200.000 bezoekers per jaar. Als eerste directeur van het museum werd Laurent de Froberville aangezocht. Huidig directeur is Anne Eyberg.

## Tijdelijke tentoonstellingen
Op de begane grond is een ruimte voorzien voor tijdelijke tentoonstellingen. Bij de opening van het museum werd de ontstaansgeschiedenis van het gebouw er tijdelijk uitvoerig gedocumenteerd met een maquette, bouwplannen, computersimulaties, videopresentaties en kleurenstudies.
Tijdens Europalia China, eind 2009 en begin 2010, was er een tentoonstelling over de invloed in de jaren dertig van Tchang Tchong-Jen op Hergé met de creatie van het werk De Blauwe Lotus. De tentoonstelling belichtte ook de bewogen twintigste-eeuwse geschiedenis van China. Naar aanleiding van deze expositie werd het boek Les Mystères du Lotus bleu van de hand van Pierre Fresnault Deruelle heruitgegeven.
In de zomer van 2010 liep er een tentoonstelling rond het beeldend werk van stripauteur, scenograaf, illustrator en ontwerper Joost Swarte met een accent op zijn tekeningen. Men toonde er ook de glasramen naar Swartes ontwerp van een kloosterkapel te Grenoble, nu een bibliotheek van de Franse uitgeverij Glénat.

## Kritische noten
Bij de opening van het museum kreeg de pers het verbod opgelegd foto's te nemen van de tentoongestelde werken. Daarbij verlieten enkele cameramannen misnoegd het museum.